# Родна дисфорија
Родна дисфорија, поремећај родног идентитета, родни несклад или трансродност депресивни је синдром који се јавља код особа које дисфорију доживљавају због незадовољства својим идентитетом (родно/полним) који им је рођењем додељен. То је психијатријска класификација која описује проблеме повезане са транссекуалношћу али и трансвестизмом и најчешће је примењивана дијагноза код транссексуалаца.
Кроз историју је показано да је основни проблем у идентификацији транссексуалних особа, њихово стапање са другим облицима родне дишфорије (трансвеститизам, родна нескладност, хомосексуализам). Задатак научника у покушају да уђу у траг узроку феномена транссексуализма дуго је комликовала чињеницом да су концепт транссексуализма, рода и родног идентитета били непознати све до појаве сексолошких истраживања у деветнаестом веку.
Транссексуална особа, било да је трансжена, или трансмушкарац, живи у свакодневном нескладу свог родног идентитета и свог билошког пола, трајно желећи да ова два аспекта родова доведу у хармонију, употребуом хормона жељеног пола, као и одговарајућим хируршким процедурама родног усклађивања.
У последњих десетак година неколико студија се бавило испитивањем квалитета живота родно дисфоричних особа, и већина је закључила да је значајно побољшан начин живота код пацијената који су завршили
свој транзицију и имали хируршку интервенцију родног усклађивања. Такође, истраживања многих аутора доказала су да позитивни резултати хируршких интервенција значајно утичу на психолошко стање пацијената, као и на позитивну слику свога тела и на свеукупни изглед.

## Дефинисање термина
У литератури о родној дисфорији присутно је много конфузије када је у питању дефинисање термина у овој области. Термини транссексуализам и трансродност се врло често користе алтернативно, што доводи
до додатне конфузије, као и ситуација када се транссексуализам, родна дисфорија или поремећај полног идентитета користе алтернативно.
Термини пол и род се могу сматрати синонимима према језичким речницима, међутим када се посматра стручна литература, међу њима се прави значајна разлика. Род се у правопису односи на поделу речи по биолошком или социолошком роду. Тако се разликују „мушки” и „женски” род за све што је живо и „средњи” за све што је неживо. Термин род је у сексологију уведан тек седамдесетих година прошлог века кад је служио као међутермин како би се направила јаснија разлика између социјалног рода - фемининости (женствености) односно маскулиности (мужевности) и биолошког пола - мушки и женски.
Истражујући пацијенте са хермафродитизмом, Џон Мани, амерички психијатар и сексолог увео термин родна улога, како би означио род како је видђен социолошки, од стране других. Према њему, пол је требало да се користи као квалификацијски критеријум (генетски, хормонски и пол унутрашњих и спољашњих гениталија), док је термин род требало да буде инклузивнији и да укључује соматски и понашајни критеријум.
Мани је увео и родни идентитет, под којим је подразумевао како особа доживљава себе у вези са својом сопственом родом, укључујући и основне особне идентитет мушкарца или жене, односно дечака или девојчице.
Традиција и општа култура препознају два рода - мушки и женски, а у складу са тим, род мора одговарати биолошком полу - мушки или женски. Према културолошким и традиционалним уверењима о постојању јасних полних разлика, проистичу и уверења о одређеном начину облачења, игара, врсте играчака и слично (нпр. плаве панталоне и аутићи за дечаке, роза хаљине и лутке за девојчице).
Родна дисфорија
Родна дисфорија представља медицинско стање које се односи на било које особу у континууму трансродности. Дијагноза родне дисфорије не значи да је нека особа аутоматски и транссексуална. Код родно дисфоричних особа може постојати аверзија према некоме или према свим анатомским карактеристикама и социјалним улогама везаним за биолошки пол.
Тако на пример, у родно дисфоричне особе спадају трансвестити, пошто имају потребу да се повремено облаче у одећу супротног пола због сексуалног узбуђења.

## Претпоставке
Родни идентитет
Родни идентитет подразумева човекову родну самоконцепцију, не неопходно зависну о полу који му је приписан рођењем. Родни идентитет је карактеристика свакога људског бића и не значи само бинарни концепт мушкога или женскога. Зато слобода изражавања родног идентитета треба да укључи и право на родну нејасност и родну контрадикцију.
Родно изражавање
Родно изражавање можемо разматрати и као начин на који се човек или жена изражава у спољној презентацији и/или њихову појавност кроз понашање, фризуру, одевање, телесне карактеристике, глас или остале спољашње одлике.
Родне слободе
Права сваке особе да изрази свој род на начин који сама изабере су родне слободе. Међутим слободе роднога изражавања и родног идентитета у реалном животу гурају се на страну и проглашавају безвредним проблемом у општем схватању људских права.
| „ | Људи који изражавају свој род на начин другачији од онога који се сматра примереним родним нормама за мушкарце и жене, изложени су злочинима отвореној дискриминацији и мржњи свуда у свету. | ” |

Зато се питање родне слободе у многим друштвима „закључава“ и одлаже, а последица је та да се људи који прекорачују родне норме и слободе чине „невидљивим,“ чиме се подупире опозиција; женско и мушко, хетеросексуално и хомосексуално.

## Знаци
Особа са родном дисфоријом може патити од анксиозности, несигурности и трајних непријатности изазваних полом у којем је рођена, јер верује да је њен родни идентитет различит од анатомског пола (нпр. мушкарац са родном дисфоријом ће осећати да је женско иако је рођен са мушким телом).
Симптоми родне дисфорије обично се почињу јављати у детињству. Нпр. дете може одбијати да носи мушку или женску одећу, или да учествује у мушким или женским играма и активностима. У већем броју случајева, овај облик понашања је нормалан део одрастања, али у случајевима родне дисфорије, овакво понашање наставља се и током адолесценције, све до старијег узраста.
Овако нпр. симптоме родне дисфорије описује особа која је дуги низ година патила од овог поремећаја:
| „ | Откада имам свест о себи, од друге или треће године, имам тај осећај да је моје тело погрешно, као да су ми психа и тело лоше спарени. Касније је то постао трајни осећај заробљености у месу које носим. Заточена свест једног пола у физици другога, тако бих то некако описала, мада је све скупа далеко комплексније. Као мала бих увече пре спавања молила Бога да се ујутро пробудим као цурица. Пуно година касније сам то сама морала решити. | ” |

Дисфорију ЛГБТ особе могу доживљавати јако дуго, јер често много година живе у родном идентитету који друштво очекује од њих све док, коначно, њихова невоља не постане неподношљива (изражено депресивна) и они тада пролазе кроз фазу транзиције ка сталном животу у складу са полном улогом која је удобнија за њих.
Након што успоставе осећај своје целовитости, ЛГБТ особе су онда боље оспособљене да себи и друштву, пруже пун допринос у свим сферама живота а дисфорија је слабо изражена. Зато многи од оних који живе све време у новој родној улози желе да себе сматрају обичним мушкарцима и женама.

## Терапија
Када је у питању психосоцијална адаптација пацијената са родним дисфоријом, студије које су се бавиле испитивањем ових болесника су закључиле да промене које се јављају током лечења родне дисфорије (примена хормонске терапије, одевање одеће супротног пола, живот у улози супротног пола, прихватање од средине у којој живе) могу имати последице на друштвени живот ових особа. Наиме, улога психијатра и психотерапеута у преоперативној припреми пацијената са родним дисфорјем је да осигурају да ће будући кандидат за хируршку интервенцију показати стабилност у својој психосоцијалној адаптацији.
Најважнији корак у лечењу родне дисфорије, односно транссексуализма, је адекватна психијатријска евалуација, од најмање два експерта који познају родну дисфорију у складу са WPATH стандардима, у циљу избегавања случајева код којих ће се јавити кајање након извршења операције.
У случајевима када се јавља потреба за реконверзију, приступ таквим пацијентима треба бити мултидисциплинаран са неопходном детаљном проценом пацијента од стране најмање два психијатра.
Оперативне технике
Хируршке технике за реконструкцију гениталија код трансжена су се развијале паралелно са развојем технике за реконструкцију вагине код биолошких жена у случајевима када она недостаје. У циљу лечења стања у којима вагина не постоји код биолошких жена, данас се највише користе Векјетијева техника, Давидов техника креирања неовагине од перитонеума или креирање неовагине васкуларизованим сегментима црева.
Једна од техника која је такође присутна је Франкова дилатација, која представља нехируршку методу, али изискује дуготрајну сарадњу и стрпљење пацијента.
Посматрајући популација трансжена, у зависности од анатомских карактеристика пацијента, данас је
најчешће коришћена техника у реконструкцији неовагине инверзије пенилне коже у комбинацији са слободним трансплантатима или васкуларизованим режњевима пореклом из коже скротума. Реконструкција неовагине различитим кожним васкуларизованим режњевима негениталне коже или слободним трансплантатима пуних или парцијалних дебљина коже, све су ређе користе, имајући у виду висок проценат постоперативних компликација у смислу стенозе неовагине.
У случајевима када код пацијената укључују GnRH блокатори пре пубертета, и када у току полног развоја не дође до задовољавајућег развоја спољашњих мушких гениталија, као хируршка техника избора у креирању неовагине може се користити једна од техника коришћењем васкуларизованих цревних сегмената.

## Кампања против патологизације
Од 2007. године, сваког октобра, кампања Стоп транс патологизацији позива на Међународни дан акције за депатологизацију родног несклада или трансродности ,  уз истовремене демонстрације и друге активности у различитим градовима широм света.
Главни циљеви кампање били су усредсређени на повлачење „поремећаја родног идентитета“ из ИЦД Светске здравствене организације ), као и на борбу за здравствена права транссексуалних особа. Да би се олакшало јавно покривање транс-специфичне здравствене заштите, кампања Стоп транс патологизацији предложила је укључивање непатологизирајућег помињања у ИЦД-11.  Након тога, Светска здравствена организација је повукла „поремећај родног идентитета“ као психијатријски поремећај и преименована је у „неподударање полова“ и тренутно је оно класификовано као стање повезано са сексуалним здрављем у МКБ-11.
У јулу 2016. године, група истраживача финансираних од стране Националног института за психијатрију у Мексико Ситију представила је студију у прилог захтева Светској здравственој организацији (СЗО) да се родна дисфорија уклони из одељка „менталних поремећаја“. Мексичка студија је била прва на листи радова на истој линији изведених у Бразилу, Индији, Француској, Јужној Африци и Либану који су представљени 2018. године, у циљу ажурирању ИЦД-10 класификације према новој листи ИЦД-11. Ове студије покушавају да укажу да узрочни фактор нелагоде коју доживљавају транссексуалне особе и који је довео до дефинисања менталног поремећаја, не потиче од њиховог идентитета и сексуалног стања, већ од одбацивања и дискриминације коју су доживели.